# Ulliyeri
Ulliyeri es una ciudad censal situada en el distrito de Kozhikode en el estado de Kerala (India). Su población es de 32509 habitantes (2011). Se encuentra a 22 km de Kozhikode.

## Demografía
Según el censo de 2011 la población de Ulliyeri era de 32509 habitantes, de los cuales 15285 eran hombres y 17224 eran mujeres. Ulliyeri tiene una tasa media de alfabetización del 94,31%, superior a la media estatal del 94%: la alfabetización masculina es del 97,63%, y la alfabetización femenina del 91,39%.